# 乡镇企业
乡镇企业是在乡镇举办的，以农村集体经济组织或者农民投资为主的企业。在中华人民共和国，乡镇企业由原来的社队企业发展而来，在改革开放后取得了较大发展。

## 定义
世界银行定义：乡镇企业（TVE）被认为具有独特产权形式的企业，既不是国有制也不是私有制，而是地方政府和居民所有，其激励机制与私营企业相似，剩余仅在有限的阶层（稳定的社区及其政府、企业管理者）中分配，企业的自由参与、竞争、硬预算约束、地方政府恰当的财政积极性，这些特点造成了乡镇企业较高的发展速度和营运效率。
《中华人民共和国乡镇企业法》第二条规定：
|  | 本法所称乡镇企业，是指农村集体经济组织或者农民投资为主，在乡镇（包括所辖村）举办的承担支援农业义务的各类企业。 前款所称投资为主，是指农村集体经济组织或者农民投资超过百分之五十，或者虽不足百分之五十，但能起到控股或者实际支配作用。 乡镇企业符合企业法人条件的，依法取得企业法人资格。 |

## 历史
乡镇企业的前身是社队企业。即由人民公社、生产大队、或生产队三级农村集体经济组织举办的企业。
1979年7月的《国务院颁发〈关于发展社队企业若干问题的规定（试行草案）〉的通知》和1979年9月的《中共中央关于加快农村发展若干问题的决议》提出：“社队企业要有一个大发展。”
1984年3月，《中共中央、国务院转发农牧渔业部〈关于开创社队企业新局面的报告〉的通知》将社队企业正式改名为乡镇企业，并指出:“乡镇企业已成为国民经济的一支重要力量，是国营企业的重要补充。 ”从1984年开始，中央连续六年以“一号文件”的形式鼓励乡镇企业发展。到1988年，乡镇企业单位数达到1888万个，从业人员达到9545万人。
1989年11月，中共十三届五中全会提出按照“调整、整顿、改造、提高”的方针，积极引导乡镇企业健康发展。在中央政策调整、国有企业积压、市场环境变化以及自身缺陷影响下，乡镇企业的发展陷入停滞。
1992年邓小平南巡推动改革开放提速，也使乡镇企业重新进入了发展较快的阶段。
1997年1月1日，《乡镇企业法》正式生效，对乡镇企业的发展具有重大意义。但此时乡镇企业已经进行了产权制度改革，主体性质发生变化，使得此法的适用性遭到质疑。
1998年亚洲金融危机、2008年全球金融危机使得大批乡镇企业破产。2001年中国入世，一方面使得乡镇企业不得不与外国企业竞争，另一方面也开拓了广大的国际市场，促使乡镇企业自我调整升级。

## 分类
乡镇企业设立在中国乡镇以下，由地方政府监管的市场导向的企业。根据出资主体，可分为：
- 乡镇办企业
- 村办企业
- 村民小组办企业
- 乡（镇）、村（村民小组）集体经济组织或农民举办的股份合作制企业、股份制企业；
- 农村集体经济组织与其他企业、组织或者个人合资、合作举办的，且乡镇企业投资超过百分之五十，或者虽不足百分之五十，但能起到控股或者实际支配作用的各类企业；
- 农民合伙企业
- 农民独资企业

根据是否具有法人资质，可分为：
- 法人乡镇企业，应当向工商局申领《企业法人营业执照》或其他类型的法人执照
- 非法人乡镇企业，应当向工商局申领《营业执照》。

## 登记备案
依照《乡镇企业法》第八条“经依法登记设立的乡镇企业，应当向当地乡镇企业行政管理部门办理登记备案手续”，乡镇企业的登记备案的作用包括：
- 确认乡镇企业资格
- 享受乡镇企业的权利和扶持政策
- 承担支援农业的义务

乡镇企业在本地的占用使用土地的性质，还是集体所有土地，不需要支付巨额的国有土地出让金。一定时期内对乡镇企业减征一定比例的税收。享有国务院规定的优先贷款、优惠贷款。

## 乡镇企业管理费
依照《乡镇企业法》第十六条“乡镇企业从税后利润中提取一定比例的资金用于支援农业和农村社会性支出，其比例和管理使用办法由省、自治区、直辖市人民政府规定。”国家工商行政管理局工商个字[1993]194号《关于乡镇企业行政主管部门能否向农村个体工商户和私营企业收取管理费问题的答复》规定，乡镇企业管理费的缴纳对象是“乡（镇）、村举办的乡镇企业”，农村个体工商户与农村私营企业不应缴纳乡镇企业管理费。2002年财政部、国家计划委员会《关于取消部分涉及乡镇（集体）企业负担的行政事业性收费项目的通知》（财综[2001]78号）取消乡镇企业管理费。